# Rada Najwyższa Republiki Autonomicznej Krymu

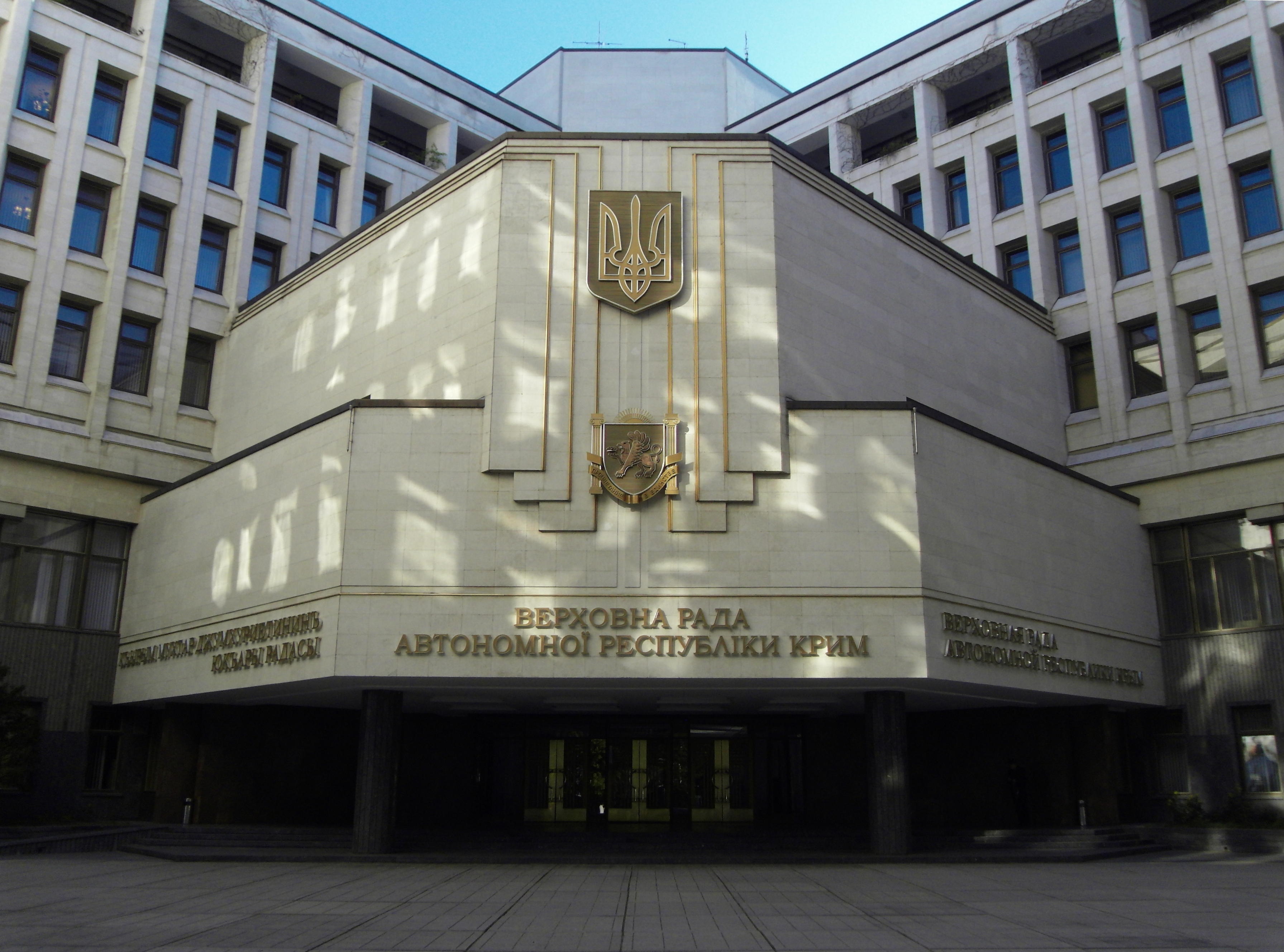
Budynek Rady Najwyższej Republiki Autonomicznej Krymu (2010)

Rada Najwyższa (ukr. Верховна Рада Автономної Республіки Крим, ros. Верховная Рада Автономной Республики Крым, krymsk. Къырым Мухтар Джумхуриетининъ Юкъары Радасы) – unikameralny parlament Republiki Autonomicznej Krymu. Parlament składa się ze 100 członków wybieranych w wyborach samorządowych, które odbywają się na Krymie.
Rada Najwyższa Republiki Autonomicznej Krymu powstała powołana do życia 10 lutego 1998 roku na sesji Najwyższej Rady Ukrainy. Składa się z 100 deputowanych.
Po jednostronnym proklamowaniu niepodległości przez Krym, 17 marca 2014 Rada Najwyższa Republiki Autonomicznej Krymu podjęła decyzję o przekształceniu się w Radę Państwową Republiki Krymu (ros. Государственный Совет Республики Крым, ukr. Державна Рада Республіки Крим).

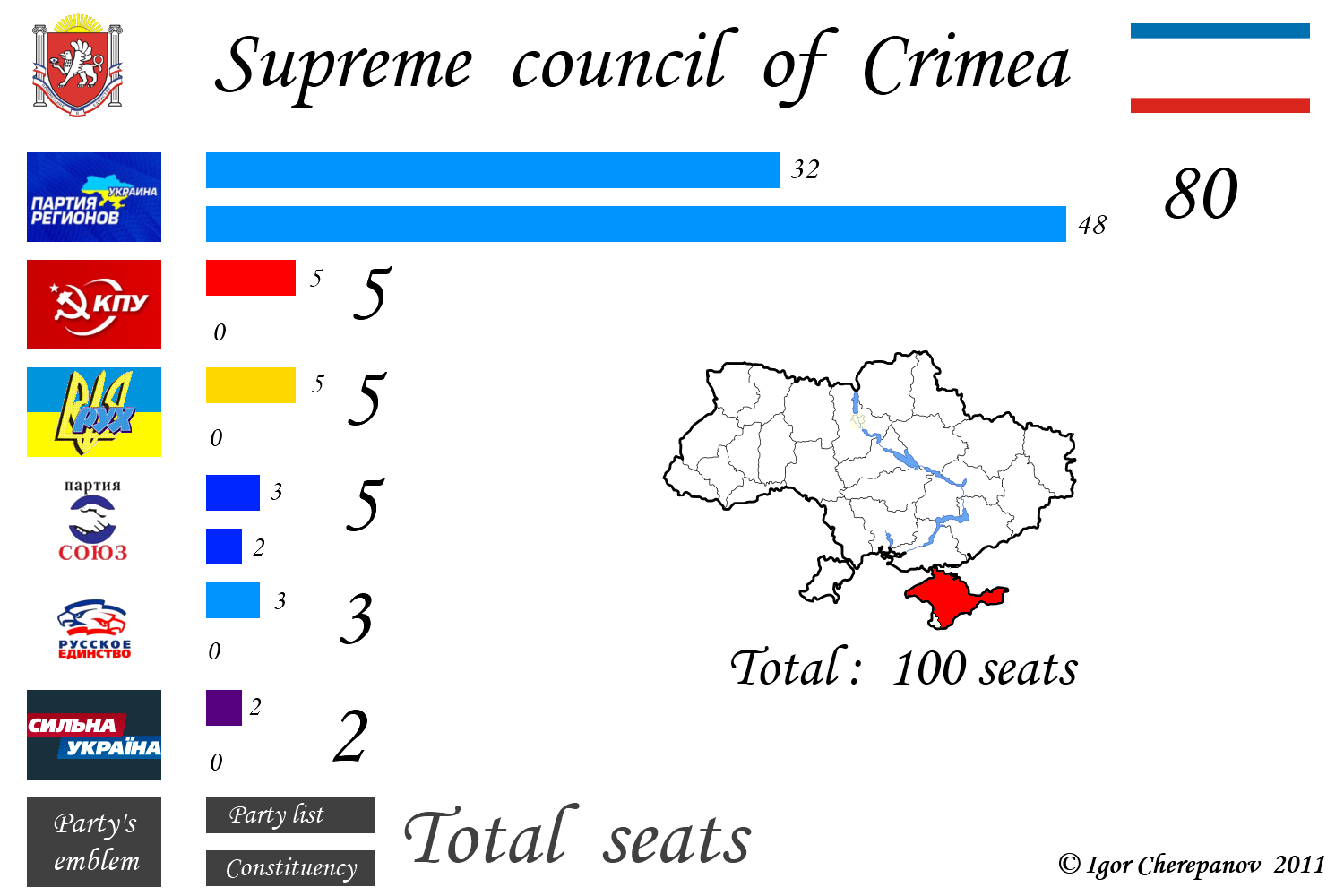
Wyniki wyborów na Krymie w 2010 w podziale na mandaty

## Przewodniczący Rady
- Łeonid Hracz (14 maja 1998 – kwiecień 2002)
- Borys Dejcz (maj 2002 – kwiecień 2006)
- Anatolij Hrycenko (od 12 maja 2006)
- Wołodymyr Konstantynow (od 17 marca 2010)

## Skład oraz kompozycja
Wyniki wyborów z 26 marca 2006 roku. Oto wyniki oraz rozkład głosów:
- Blok Za Janukowycza – 32,6% głosów oraz 44 miejsca w parlamencie
- Sojusz – 7,65% głosów oraz 10 miejsc w parlamencie
- Blok Elektoratu Kunytsyna – 7,65% głosów oraz 10 miejsc w parlamencie
- Komunistyczna Partia Ukrainy – 6,55% głosów oraz 9 miejsc w parlamencie
- Ludowy Ruch Ukrainy – 6,3% głosów oraz 8 miejsc w parlamencie
- Blok Julii Tymoszenko – 6% głosów oraz 8 miejsc w parlamencie
- Blok Natalii Vitrenko – 5% głosów oraz 5 miejsc w parlamencie
- Opozycyjny Blok Na Tak – 3,1% głosów oraz 4 miejsca w parlamencie

W wyniku wyborów w 2010 większość w 100 miejscowym parlamencie zdobyła Partia Regionów (48,93% głosów; 32 mandaty z podziału proporcjonalnego i 48 w obwodach jednomandatowych).